# Paragus tonkouiensis
Paragus tonkouiensis är en tvåvingeart som beskrevs av Kassebeer 1999. Paragus tonkouiensis ingår i släktet stäppblomflugor, och familjen blomflugor.
Artens utbredningsområde är Elfenbenskusten. Inga underarter finns listade i Catalogue of Life.